# Escudo de Cabezón de Liébana
El escudo de Cabezón de Liébana es uno de los símbolos del ayuntamiento de Cabezón de Liébana (Cantabria), junto a su bandera. Dicho escudo queda organizado de la manera siguiente: escudo de gules, una iglesia con espadaña, de oro, acompañada de tres flores de lis, de plata. El escudo se timbra con la corona real española. La iglesia representa a la de Santa María de Piasca, uno de los conjuntos más representativo del Románico de Cantabria. Las tres flores de lis hacen referencia a la Virgen María, bajo cuya advocación se consagró la mencionada iglesia.
|                        |
| Santa María de Piasca. |

El escudo fue adoptado en sesión plenaria celebrada por el ayuntamiento el día 24 de noviembre de 1994 siendo autorizada por el Consejo de Gobierno de Cantabria el día 22 de agosto de 1995, previo informe favorable emitido por la Real Academia de la Historia.